# Muerte en la vicaría
Muerte en la vicaría es una novela de misterio de la escritora británica Agatha Christie, publicada en 1930 por el Collins Crime Club y en EE. UU. por Dodd, Mead and Company más tarde en el mismo año.
Es la primera novela en presentar el personaje de Miss Marple y al pueblo de St. Mary Mead. El personaje había aparecido previamente en cuentos publicados en revistas a partir de diciembre de 1927. Estas historias anteriores se recopilaron en forma de libro en Miss Marple y trece problemas en 1932.

## Argumento
A diferencia de otras novelas, Muerte en la Vicaría es narrada por una primera persona la cual es, simultáneamente, su protagonista; el pastor Clement Leonard. 
El coronel Lucius Protheroe, un hombre rico y activo en la iglesia tiene una personalidad repulsiva, y se ha ganado el odio de casi todos los habitantes de St. Mary Mead. Está casado con Anne y tiene una hija, Lettice. Un día consigue que el vicario del pueblo, Clement Leonard expresara su deseo de que muriera. Esa tarde, el coronel es encontrado asesinado en el estudio del vicario, quien había acudido a una casa a dos millas de distancia, pero al llegar allí descubrió que no había sido citado. Debido a esto, llega tarde a la reunión con Protheroe, que estaba programada para las seis y cuarto de la tarde. En su camino de regreso, se encuentra con Lawrence Redding, un joven pintor que utilizaba un edificio anexo de la vicaría como estudio, quien estaba abandonando el lugar. Al ingresar a su despacho, Clement se encuentra con el coronel Protheroe, había recibido un disparo en la cabeza y yacía muerto inclinado sobre el escritorio.  
Enseguida llama al Dr. Haydock, que arriba a la vicaría a las siete menos cuarto y estima la hora de la muerte como 30 minutos antes y llama a la policía. Junto al cadáver se hallaba una nota que rezaba: «Ya no puedo esperar» y tenía escrita la hora seis y veintidós.  
La noticia de la muerte del coronel se propagó rápidamente por el pueblo. Nadie, incluida Miss Jane Marple había escuchado un disparo desde el estudio a la hora estimada de la muerte. Sin embargo, varios habitantes de St. Mary Mead sintieron el sonido de un disparo desde el bosque, pero después de las seis y veinticinco.  
El inspector Slack y el coronel Melchett llegan a la escena del crimen para investigar el crimen. El primero de estos, es minucioso pero no tanto como Miss Marple, a quien desprecia junto a las otras señoras de la tercera edad del pueblo, sean solteras o viudas. Más tarde, Lawrence Redding confiesa ser el autor del asesinato, pero la policía no le creyó. También confiesa Anne Protheroe, quien tampoco es creída, ya que fue vista en el pueblo en el momento de la muerte de su marido.  
La lista de sospechosos incluye a Bill Archer, un cazador furtivo tratado duramente con Protheroe, Estelle Lestrange, una misteriosa mujer que había llegado recientemente al pueblo, el  Dr. Stone, un arqueólogo y su asistente Gladys Cram, quienes trabajan en una tumba ubicada en la finca de Protheroe. Sin embargo, Miss Marple tiene su propia lista de sospechosos. Además, se descubre que la carta hallada junto al cadáver de Protheroe no había sido escrita por él. 
El inspector Melchett comparte información con Clement. Este último recibe una llamada de Hawes, su coadjutor, y decide ir a su encuentro. Al llegar a su domicilio, descubre que está inconsciente y que tenía la nota real escrita por Protheroe. Ésta informa que Hawes estaba robando los fondos de la iglesia. El Dr. Haydock logra salvarlo, ya que Lawrence Redding había sustituido una droga peligrosa en lugar de la medicación habitual, con la esperanza que el coadjutor, una vez muerto, quede delatado al tener la carta real en la que se le acusa. Miss Marple llega a la casa de Hawes luego de que la operadora telefónica conectara erróneamente la llamada de Clement hacia su casa. Ella se alegra de que Hawes sobreviva y luego explica quién es el asesino, pero es cuestionada por Melchett.  
Al final se desvela el secreto; Nadie escuchó un disparo porque se utilizó un silenciador en la pistola de Lawrence Redding, quien la dejó dentro de una maseta cuando visitó al vicario por la mañana. Anne Protheroe le dispara a su marido a las seis y veinticinco después de pasar por el frente de la casa de Miss Marple y demostrar que no llevaba bolso donde esconder el arma. Luego se encuentra con Redding para ser vistos en público a las seis y media. Este regresa a la escena del crimen para llevarse la pistola y la nota real, colocando una falsa. Ambos son amantes y desean estar juntos.  
Para atrapar a los culpables, Miss Marple idea un plan: se dio a entender que Redding había cambiado el medicamento de Hawes. Redding se reunió con Anne en la noche afuera de su casa, donde la policía escuchó su conversación y utilizó los hechos para llevar a la pareja a juicio.  
Lettice cuenta al vicario que Estelle Lestrange es su madre, la primera esposa del coronel Protheroe, quien la abandonó. También le explica que está enferma terminal y que quiere estar cerca de su hija.

## Personajes
La víctima:
- Coronel Lucius Protheroe: un hombre rico, que es el director de la iglesia y el magistrado local de St Mary Mead. Vive en Old Hall y con los años se ha vuelto sordo.

Los vecinos de St Mary Mead:
- Miss Marple: solterona que vive al lado de la vicaría. Es observadora y conoce el comportamiento humano, es reconocida en su pueblo por ser atenta y chismosa.
- Leonard Clement: el vicario de St Mary Mead y narrador de la historia, quien tiene alrededor de cuarenta años.
- Anne Protheroe: segunda esposa del coronel Protheroe, madrastra de Lettice. Es joven y atractiva, tiene un amorío con Lawrence Redding.
- Lettice Protheroe: hija adolescente del coronel Protheroe e hijastra de Anne.
- Griselda Clement: esposa joven y feliz de Leonard, que tiene alrededor de veinticinco años.
- Dennis Clement: sobrino adolescente del vicario y Griselda. Está enamorado de Lettice.
- Mary Adams: empleada doméstica de la vicaría. Tiene un romance con Bill Archer.
- Hawes: coadjutor del vicario recién llegado a la parroquia. Antes de llegar al pueblo, había sufrido encefalitis letárgica.
- Martha Price-Ridley: viuda chismosa de St Mary Mead.
- Amanda Hartnell: solterona del pueblo.
- Caroline Wetherby: solterona de St Mary Mead que vive al lado de Miss Hartnell.
- Dr Haydock: doctor del pueblo.
- Lawrence Redding: pintor que luchó en la Gran Guerra y que usa un edificio en la propiedad de la vicaría como su estudio. Tiene un romance con Anne Protheroe.
- Estelle Lestrange: misteriosa y elegante mujer recién llegada al pueblo.
- Bill Archer: cazador furtivo del pueblo que fue encarcelado por el coronel Protheroe.
- Inspector Slack: detective de la policía local, a quien su nombre no tiene nada que ver con su actitud.
- Coronel Melchett: jefe de policía del condado.
- Dr. Stone: un arqueólogo que cava en una tumba localizada en la finca del coronel Protheroe.
- Gladys Cram: asistente del arqueólogo Stone, de poco más de veinte años.

## Adaptaciones en cine y televisión

### Muerte en la vicaría(obra de 1949)
La historia fue adaptada en una obra de teatro por Moie Charles y Barbara Toy en 1949 y se inauguró en el Teatro Playhouse el 16 de diciembre de 1949. La señorita Marple fue interpretada por Barbara Mullen.

### Adaptaciones en televisión
La BBC adaptó el libro a una película el 25 de diciembre de 1986, con Joan Hickson como Miss Marple, Paul Eddington como Clement y Polly Adams como Anne Protheroe. La adaptación fue generalmente muy similar a la novela original con cuatro grandes excepciones: la trampa que expone al asesino se cambia para involucrar otro intento de asesinato, los personajes de Dennis, Dr. Stone y Gladys Cram fueron eliminados, Bill Archer está presente en el cocina mientras se lleva a cabo el asesinato, y Anne se suicida por remordimiento en lugar de ser juzgada.
La historia fue presentada nuevamente en la serie de ITV Agatha Christie's Marple por Granada Television en 2004 con Geraldine McEwan como Miss Marple, Tim McInnerny como Clement, Derek Jacobi como Lucius Protheroe y Janet McTeer como Anne. Esta versión elimina los personajes del Dr. Stone y Gladys Cram, reemplazándolos con el anciano profesor francés Dufosse y su nieta Hélène.